# Nemesmedves
Nemesmedves è un comune dell'Ungheria di 21 abitanti (dati 2001). È situato nella contea di Vas.